# Huang Xianfan
Huang Xianfan (en xinès tradicional: 黃現璠; en xinès simplificat: 黄现璠; en pinyin: Huáng Xiànfán) va ser un historiador, etnòleg, folklorista, antropòleg i fundador de l'escola de Bagui xinès. És considerat un dels més importants antropòlegs xinesos.

## Biografia
Va néixer el 13 de novembre de 1899 a la ciutat de Fusui, població situada a l'estat de Guangxi (nom sencer: Regió Autònoma Zhuang de Guangxi) del Chongzuo. Va créixer en el si d'una Zhuang (minories ètniques de la Xina), de família molt pobra; als deu anys, va haver de posar-se a ajudar son pare, un agricultor, en el treball; però la seua set de coneixements era insadollable. Entre 1913 i 1916 acudí a l'escola elemental de Qujiu Fusui, i entre aquell any i el 1917 realitzà els seus estudis de secundària a Fusui. Va estudiar humanitats a l'intermedi normal de la Nanning, on es va graduar el 1926, i fou deixeble de Ye Yi Mao. Aquell any va ingressar a la Universitat Normale de Pequín, on va estudiar història i texts antics; fou deixeble de Chen Yuan (en xinès: 陈垣) i Qian Xuan Tong (en xinès: 钱玄同). Molt prest es donà a conèixer com a polemista intransigent, ja que el seu caràcter fort el feu intervenir en furioses polèmiques.
El novembre del 1935, se'n va anar al Japó, i aquell any va ingressar a la Universitat de Tòquio, on va fer estudis orientals i història de la cultura japonesa, país en el qual va viure dos anys i on conegué Shiratori Kurakichi (en japonès: 白鳥 庫吉) i Tsuda Soukichi (en japonès: 津田 左右吉). El 1937 retornà al seu país, després de treballar anys com a mestre en una escola; l'any 1938 va ser nomenat professor d'història general de la Universitat de Guangxi, i el 1940 fou nomenat professor associat de la mateixa universitat. El 1941, catedràtic d'història a la Universitat Sun Yat-sen de Guangdong i, el 1954, catedràtic d'història antiga de la Universitat Normale de Guangxi, on va ensenyar fins a la seva mort ocorreguda el 18 de gener de 1982, deixant moltes obres inacabades.

## Treball de camp
Des dels anys quaranta de segle xx, els seus interessos estaven clarament decantats cap als treballs de camp i l'anàlisi de la cultura de les minories ètniques de Guangxi. Aprofita les estades d'estiu per a recopilar informació de minories ètniques. El 1943 participà en una investigació inicial per als Guangxi i Guizhou, i realitzà importants estudis sobre la història i la cultura dels Dong; investigà tant en el camp de la historiografia com en el de l'antropologia dels Miao i Yao (Dong, Miao i Yao són unes de les 56 minories ètniques que reconeix el govern de la República Popular de la Xina), feu recerques en antropologia i escrigué articles en revistes i butlletins.
El 1945 va dirigir l'equip d'investigació per realitzar treballs de camp a Rongjiang de Guizhou; realitzà importants estudis sobre l'educació i l'organització social dels Miao. El 1951 va dirigir l'equip d'investigació que viatjà a Longsheng, Sanjiang, Jinxiu, Rongshui, Donglan, Tiandong i Pingguo de Guangxi, per realitzar treballs de camp sobre la història i la cultura dels minories ètniques. Entre 1953 i 1957, va dirigir l'equip d'investigació per realitzar investigacions en Daxin, Lingyun, Debao, Tianlin, Tianyang, Jingxi, Napo, Longlin, Tian'e, Fengshan, Nandan, Du'an, Bama, Luocheng, Dahua, Tiandeng, Shanglin, Fusui, Ningming, Wuming, Binyang, Long'an i Shangsi de Guangxi. Per aquesta època, el seu interès era investigar la institució Tusi, l'heroi del Zhuang, la història de Zhuang i l'estudi comparatiu de cultures de minories ètniques. Entre 1978 i 1981, va dirigir l'equip d'investigació per realitzar treballs de camp a Pingxiang, Baise, Chongzuo i Hechi de Guangxi, a Yibin de Sichuan i Shilin de Yunnan; per aquesta època, el seu interès era investigar el tambor de coure, els herois,
la història de Zhuang i l'estudi comparatiu de les cultures i el seu folklore.

## Contribució

### Acadèmic
Huang Xianfan és un representant de la zhuangologia. Ha treballat molt les històries i cultura de Zhuang a la llum dels mètodes crítics i les problemàtiques teòriques plantejades per l'estudi zhuang. Advoca per un mètode d'anàlisi que veu el text Zhuang com una construcció artificial i, per tant, les obres estan profundament vinculades a un determinat horitzó i coneixement del món Zhuang.
Huang Xianfan té un estil elegant i reflexiu, i amb un profund coneixement Zhuang. A partir d'una base teòrica per a l'estudi de la historiografia Zhuang, Huang demostra la seva teoria, posant en pràctica l'anàlisi sobre les fonts, que ens aporten lectures de la història Zhuang i les cròniques culturals amb continguts socials, polítics i econòmics. Edità una obra important el 1957: La història senzilla de Zhuang, i es publicà després de la seva mort La història general de Zhuang (1988), que ha estat reconeguda com una de les aportacions historiogràfiques més importants i innovadores la història dels Zhuang, considerada una autoritat en etnohistòria de Zhuang.
Les idees de Huang Xianfan sobre la història i cultura de Zhuang van influenciar molts acadèmics posteriors que es van interessar en temes de Zhuang. Se'l considera el fundador de la zhuangologia.
Fou un dels promotors de l'Associació d'Etnologia Xinesa i el 1980 fou president de l'Associació xinesa per la història de la nació de la Baiyue. És considerat un dels fundadors de l'etnologia de base científica xinesa.

### Educació
És més conegut per la seva tasca en les àrees de l'educació, la historiografia, l'etnologia i l'antropologia. Fundà la Universitat Lijiang de Guilin (1981), també va ser el primer rector d'aquesta universitat.

### Polítics
Huang Xianfan fou nomenat delegat del Landtag, del Congrés Nacional del Poble entre 1954 i 1957, i esdevingué posteriorment delegat de la Conferència Consultiva Política del Poble Xinès entre 1980 i 1982, i presentà unes propostes importants al Parlament, oposant-se fermament a les idees i polítiques d'assimilació ètnica.

## Articles i monografies
La seva producció historiografia fou dirigida a la investigació lingüística, l'antropologia, l'etnologia, la descripció de costums populars, el recull de materials folklòrics i antropologia.

### Historiografia
Com a professor de la càtedra d'Història, cal esmentar en primer lloc la Història xinesa, editada finalment en 3 volums (coautor, 1932-1934). El moviment estudiantil per la salvació nacional de la Dinastia Song (publicat de molt jove, l'any 1936 i 1956, 1965, 1996 i 2009). Els estudis socials de la Dinastia Tang (1936, 1937, 2009). La història social de la Dinastia Shang (1950). La història de la societat feudal xinesa (1952). La societat d'esclaus en la història xinesa, 1981. Sobre la història de Zhuang, cal esmentar La història senzilla de Zhuang (1957) i La història general de Zhuang (coautor,1988).

### Biografies
Un tema que el va apassionar en gran manera va ser l'interès per l'estudi i la recerca documental de la Nong Zhigao, la Huang Dingfeng, la Wu Lingyun i la Wei Baqun. Així, va recórrer tots els paratges del Guangxi seguint les petjades d'aquests herois de Zhuang, entrevistant i interrogant els pagesos de les contrades, recopilant dades i elaborant fitxes. Huang Xianfan fou autor d'algunes biografies, com la de Nong Zhigao (1983, publicada després de la seva mort) i La biografia crítica de Wei Baqun (2008, publicada després de la seva mort).

### Etnologia i antropologia
Des del 1943, inicià una extensa producció d'articles i monografies de temàtica etnològica, sovint centrada en la seva comarca Guangxi. Dels anys quaranta, cal destacar la publicació de L'educació de Miao (1946-1947) i L'organització social de Miao (1947). Dels anys cinquanta, cal destacar la publicació de l'Informe d'investigació de les minories ètniques d'Hechi (1953), l'Informe d'investigació de Mulao de Luocheng (1954), La cançó folk de Zhuang (1957), Dades d'enquesta Zhuang de Daxin (1957) i Distribució històrica de Zhuang (1957). Dels anys seixanta, cal destacar La institució Tusi de Zhuang (1962) i El primer castell de Guangxi (1963). Dels anys setanta, cal destacar l'edició de La formació de l'Ètnia Han (1976) i La població Yao de Guangxi (1979). Dels anys vuitanta, cal destacar La fabricació i decoració del tambor de coure (1980) i Un mural de Huashan (1981). En total, va publicar més de vuitanta articles i llibres, així com nombrosos articles que li donaren gran prestigi i el feren una persona cabdal en l'estudi de l'etnografia de Zhuang. En aquesta, argumenta que les societats de les minories ètniques i aborígens del Guangxi posseïen sistemes culturals rics i complexos, i que no pot sostenir que cap en fos superior a les altres.